# Ophiomorus blanfordi
Espèce
Synonymes
- Zygnidopsis brevipes Blanford, 1879

Ophiomorus blanfordi est une espèce de sauriens de la famille des Scincidae.

## Répartition
Cette espèce se rencontre dans le nord-ouest du Pakistan et dans le sud-est de l'Iran.

## Étymologie
Cette espèce est nommée en l'honneur de William Thomas Blanford. Celui-ci avait décrit Zygnidopsis brevipes en 1879, George Albert Boulenger ne pouvait pas renommer cette espèce en  Ophiomorus brevipes car ce nom était préoccupé par Ophiomorus brevipes (Blanford, 1874) ; Boulenger l'a donc renommé Ophiomorus blanfordi.

## Publications originales
- Blanford, 1879 : Notes on Reptilia. Journal of the Asiatic Society of Bengal, vol. 47, p. 125-131 (texte intégral).
- Boulenger, 1887 : Catalogue of the Lizards in the British Museum (Nat. Hist.) III. Lacertidae, Gerrhosauridae, Scincidae, Anelytropsidae, Dibamidae, Chamaeleontidae. London, p. 1-575 (texte intégral).